# (37359) 2001 UM17
(37359) 2001 UM17 est un astéroïde aréocroiseur découvert en 2001.

## Description
(37359) 2001 UM17 a été découvert le 25 octobre 2001 à l'observatoire Desert Eagle, un observatoire astronomique amateur privé, situé près de Benson, en Arizona aux États-Unis, par William Kwong Yu Yeung.

### Caractéristiques orbitales
L'orbite de cet astéroïde est caractérisée par un demi-grand axe de 2,22 ua, un périhélie de 1,49 ua, une excentricité de 0,33 et une inclinaison de 4,60° par rapport à l'écliptique. Du fait de ces caractéristiques, à savoir un demi-grand axe inférieur à 3,2 ua et un périhélie compris entre 1,3 et 1,666 ua, il croise l'orbite de Mars et est classé, selon la JPL Small-Body Database, comme astéroïde aréocroiseur (aréo venant de Arès).

### Caractéristiques physiques
(37359) 2001 UM17 a une magnitude absolue (H) de 16,3 et un albédo estimé à 0,075.